# DDR-Eishockeymeisterschaft 1962/63
Die DDR-Eishockeymeisterschaft 1962/63 wurde in der Oberliga mit sechs Mannschaften ausgetragen. Ebenfalls sechs Mannschaften bildeten die Liga. Als dritte Spielklasse wurde erstmals die Gruppenliga etabliert, die aus vier Staffeln bestand. Dabei kehrte man nach zwei Jahren zu der Praxis zurück, die Einteilung nach regionalen Gesichtspunkten vorzunehmen. In Staffel 1 spielten somit Thüringer Teams, in Staffel 2 hauptsächlich Teams aus den Bezirken Halle und Magdeburg, vorrangig der Harzregion, in Staffel 3 die Teams aus dem Bezirk Karl-Marx-Stadt und in Staffel 4 die Teams aus der Lausitz.
DDR-Meister wurde zum 13. Mal die Mannschaft der SG Dynamo Weißwasser. Der Rekordsieger musste jedoch nach vier Jahren mal wieder eine Niederlage einstecken.

## Meistermannschaft
| SG Dynamo Weißwasser | Klaus Hirche – Bernd Engelmann, Dieter Greiner, Heinz Schildan, Horst Hilbig, Siegfried Böttcher, Werner Domke, Heinz Kuczera, Horst Heinze, Erich Novy, Manfred Buder, Reiner Tudyka, Bernd Poindl, Dieter Pürschel, Helmut Novy, Joachim Franke |

## Oberliga
Ergebnisse
- SC Dynamo Berlin - SC Einheit Berlin 8-1
- SG Dynamo Weißwasser - SC Empor Rostock 13-1
- SC Einheit Berlin - SC Empor Rostock 1-6
- SC Dynamo Berlin - SG Dynamo Weißwasser 2-5
- SC Dynamo Berlin - SC Empor Rostock 10-3
- SG Dynamo Weißwasser - SC Einheit Berlin 7-2
- ASK Vorwärts Crimmitschau - SC Dynamo Berlin 2-3
- SG Dynamo Weißwasser - SC Karl-Marx Stadt 4-2
- SG Dynamo Weißwasser - ASK Vorwärts Crimmitschau 5-2
- SC Karl-Marx Stadt - SC Dynamo Berlin 3-5
- SC Dynamo Berlin - SC Karl-Marx Stadt 4-1
- SC Empor Rostock - ASK Vorwärts Crimmitschau 3-6
- SC Einheit Berlin - SG Dynamo Weißwasser 2-5
- SC Dynamo Berlin - ASK Vorwärts Crimmitschau 4-2
- SC Karl-Marx Stadt - SG Dynamo Weißwasser 1-7
- SC Empor Rostock - SC Einheit Berlin 9-1
- ASK Vorwärts Crimmitschau - SC Einheit Berlin 4-0
- SC Karl-Marx Stadt - SC Empor Rostock 3-1
- SC Karl-Marx Stadt - SC Einheit Berlin 3-7
- ASK Vorwärts Crimmitschau - SC Empor Rostock 4-1
- ASK Vorwärts Crimmitschau - SG Dynamo Weißwasser 1-7
- SC Empor Rostock - SC Karl-Marx Stadt 4-1
- SC Karl-Marx Stadt - ASK Vorwärts Crimmitschau 4-1
- SC Einheit Berlin - SC Dynamo Berlin 4-3
- ASK Vorwärts Crimmitschau - SC Karl-Marx Stadt 2-0
- SC Empor Rostock - SC Dynamo Berlin 2-8
- SC Einheit Berlin - SC Karl-Marx Stadt 3-6
- SC Empor Rostock - SG Dynamo Weißwasser 3-7
- SG Dynamo Weißwasser - SC Dynamo Berlin 2-4
- SC Einheit Berlin - ASK Vorwärts Crimmitschau 1-6

| Pl. | Verein                    | Sp. | S | U | N | Tore  | Punkte |
| --- | ------------------------- | --- | - | - | - | ----- | ------ |
| 1.  | SG Dynamo Weißwasser (M)  | 10  | 9 | – | 1 | 62:20 | 18:02  |
| 2.  | SC Dynamo Berlin          | 10  | 8 | – | 2 | 49:25 | 16:04  |
| 3.  | ASK Vorwärts Crimmitschau | 10  | 5 | – | 5 | 30:28 | 10:10  |
| 4.  | SC Wismut Karl-Marx-Stadt | 10  | 3 | – | 7 | 26:38 | 06:14  |
| 5.  | SC Empor Rostock          | 10  | 3 | – | 7 | 33:54 | 06:14  |
| 6.  | SC Einheit Berlin         | 10  | 2 | – | 8 | 22:57 | 04:16  |

|     | DDR-Meister                     |
|     | Relegation gegen Sieger 1. Liga |
| (M) | Titelverteidiger                |
| (N) | Neuling                         |

Torschützenkönig wurde Helmut Novy von Dynamo Weißwasser.

## Relegation (Oberliga – Liga)
Die Relegationsspiele entfielen, da Liga-Meister ASG Vorwärts Crimmitschau verzichtete.

## Liga
| Pl. | Verein                           | Sp. | S | U | N  | Tore  | Punkte |
| --- | -------------------------------- | --- | - | - | -- | ----- | ------ |
| 1.  | ASG Vorwärts Crimmitschau (N)    | 10  | 9 | – | 1  | 73:38 | 18:02  |
| 2.  | ASK Vorwärts Crimmitschau II (N) | 10  | 7 | 1 | 2  | 54:34 | 15:05  |
| 3.  | SC Turbine Erfurt (A)            | 10  | 6 | 1 | 3  | 53:33 | 13:07  |
| 4.  | SC Einheit Dresden               | 10  | 4 | – | 6  | 41:59 | 08:12  |
| 5.  | BSG Chemie Leuna1                | 10  | 3 | – | 7  | 48:54 | 06:14  |
| 6.  | BSG Lok Zittau                   | 10  | – | – | 10 | 28:79 | 00:20  |

|     | Für die Relegation zur Oberliga qualifiziert |
|     | Relegation gegen Meister der Gruppenliga     |
| (A) | Oberliga-Absteiger                           |
| (N) | Neuling                                      |

## Relegation (Liga – Gruppenliga)
| BSG Lok Zittau | – | BSG Stahl Brotterode      | 3:2 |
| (Liga-Letzter) |   | (Meister der Gruppenliga) |     |

Obwohl sich die BSG Lok Zittau mit diesem Sieg den Klassenerhalt sicherte, zog sie anschließend in die Gruppenliga zurück. Die unterlegene BSG Stahl Brotterode verzichtete darauf, den freigewordenen Platz der Zittauer einzunehmen und startete in der kommenden Saison ebenfalls in der Gruppenliga.

## Gruppenliga

### Gruppenliga-Meisterschaft
| BSG Stahl Brotterode | – | BSG Aktivist Lohsa | 8:4 |

Die BSG Stahl Brotterode vertrat damit die Gruppenliga in der Relegation gegen den Letztplatzierten der Liga.
| BSG Stahl Brotterode  | – | SG Dynamo Schierke | 5:00–01:1 |
| (Sieger Staffel 1)    |   | (Sieger Staffel 2) |           |
| BSG Aufbau Schönheide | – | BSG Aktivist Lohsa | 6:40–03:8 |
| (Sieger Staffel 3)    |   | (Sieger Staffel 4) |           |

### Vorrunde – Staffel 1
Die als vierter Teilnehmer vorgesehene BSG Fortschritt Apolda hatte vor Saisonbeginn zurückgezogen.
| Pl. | Verein                   | Sp. | S | U | N | Tore  | Punkte |
| --- | ------------------------ | --- | - | - | - | ----- | ------ |
| 1.  | BSG Stahl Brotterode (N) | 8   | 6 | 1 | 1 | 45:24 | 13:03  |
| 2.  | ASG Vorwärts Oberhof     | 8   | 4 | 1 | 3 | 35:21 | 09:07  |
| 3.  | SC Turbine Erfurt II (N) | 8   | 1 | – | 7 | 14:49 | 02:14  |

### Vorrunde – Staffel 2
| Pl. | Verein                       | Sp. | S | U | N | Tore  | Punkte |
| --- | ---------------------------- | --- | - | - | - | ----- | ------ |
| 1.  | SG Dynamo Schierke           | 6   | 5 | – | 1 | 43:11 | 10:02  |
| 2.  | HSG Wissenschaft KMU Leipzig | 5   | 3 | – | 2 | 24:19 | 06:04  |
| 3.  | BSG Stahl Ilsenburg          | 6   | 2 | – | 4 | 14:35 | 04:08  |
| 4.  | BSG Einheit Ballenstedt      | 5   | 1 | – | 4 | 08:24 | 02:08  |

Die fehlenden Spiele wurden nicht ausgetragen.

### Vorrunde – Staffel 3
| Pl. | Verein                            | Sp. | S | U | N | Tore  | Punkte |
| --- | --------------------------------- | --- | - | - | - | ----- | ------ |
| 1.  | BSG Aufbau Schönheide (A)         | 8   | 8 | – | – | 52:11 | 16:0   |
| 2.  | SG Dynamo Klingenthal (A)         | 7   | 5 | – | 2 | 38:24 | 10:04  |
| 3.  | BSG Vater Jahn Annaberg-Buchholz2 | 4   | 2 | – | 2 | 11:17 | 04:04  |
| 4.  | BSG Wismut Wilkau-Haßlau (A)      | 4   | 1 | – | 3 | 08:21 | 02:06  |
| 5.  | ASG Vorwärts Crimmitschau II (N)  | 6   | 1 | – | 5 | 24:32 | 02:10  |
| 6.  | BSG Traktor Eibenstock            | 7   | 1 | – | 6 | 20:48 | 02:12  |

Die fehlenden Spiele wurden nicht ausgetragen.

### Vorrunde – Staffel 4
| Pl. | Verein                     | Sp. | S | U | N | Tore  | Punkte |
| --- | -------------------------- | --- | - | - | - | ----- | ------ |
| 1.  | BSG Aktivist Lohsa3        | 8   | 8 | – | – | 79:20 | 16:0   |
| 2.  | BSG Traktor Groß Düben (N) | 8   | 5 | 1 | 2 | 57:46 | 11:05  |
| 3.  | BSG Einheit Geising (N)    | 8   | 2 | 1 | 5 | 29:36 | 05:11  |
| 4.  | BSG Lok Zittau II (N)      | 8   | 2 | – | 6 | 21:39 | 04:12  |
| 5.  | BSG Einheit Görlitz (N)    | 8   | 1 | – | 7 | 24:69 | 02:14  |

|     | Für die Gruppenliga-Meisterschaft qualifiziert |
| (A) | Liga-Absteiger                                 |
| (N) | Neuling                                        |

## Aufstiegsspiele zur Gruppenliga 1963/64
Es sind keine Aufstiegsspiele bekannt.
Um die reduzierte Gruppenliga-Staffel 1 – die zudem in der Sommerpause den Rückzug von SC Turbine Erfurt II zu verkraften hatte – aufzufüllen, durften aus den betreffenden Thüringer Bezirken mehrere Teams aufsteigen. Der eigentlich qualifizierte Vertreter aus dem Bezirk Halle, BSG Chemie Leuna II verzichtete auf den Aufstieg und wurde von der BSG Chemie Granschütz ersetzt. Insgesamt meldeten folgende Bezirksligisten für kommende Saison in die Gruppenliga:
- BSG Empor Ilmenau (Bez. Suhl)
- BSG Lokomotive Meiningen (Bez. Suhl)
- BSG Motor Eisenach (Bez. Erfurt)
- BSG Motor Weimar (Bez. Erfurt)
- BSG Chemie Granschütz4 (Bez. Halle)
- SG Drespo Dresden (Bez. Dresden)
- SG Dynamo Malchin (Bez. Neubrandenburg)
- SG Boxberg (Bez. Cottbus)

## Namensänderungen
1Die BSG Chemie Leuna startete in der Vorsaison unter dem Namen BSG Chemie Granschütz.

2Die BSG Vater Jahn Annaberg-Buchholz startete in der Vorsaison unter dem Namen BSG Wismut Annaberg.

3Die BSG Aktivist Lohsa startete in der Vorsaison unter dem Namen BSG Aktivist Knappenrode-Lohsa.

4Die BSG Chemie Granschütz startete in der Vorsaison unter dem Namen BSG Chemie Granschütz II.